# 日本テレビ日曜10時30分枠連続ドラマ
日本テレビ日曜10時30分枠連続ドラマ（にほんテレビにちようじゅうじさんじっぷんわくれんぞくドラマ）は、過去4期に亘って日本テレビ系列の日曜22:30 - 23:25 (JST) に放送された、海外ドラマの放送枠の名称である。

## 歴史
この枠での海外ドラマは歴史が古く、1968年7月28日に日曜21:30との枠交換により開始した『明日なき男』が最初だが、終了後は長期に亘って海外ドラマは中断、この間は現在日曜朝に放送されている『遠くへ行きたい』（読売テレビ制作）などが放送されていた。
1976年春の改編で『遠くへ行きたい』が日曜8:30に移動すると、6年半ぶりに海外ドラマを再開、以後『全日本プロレス中継』などで2度中断しながら海外ドラマを継続した。内容はサスペンス物やアクション物が主流だったが、1980年代に入ると、後に水曜21:00に移動する『超音速攻撃ヘリ エアーウルフ』などといった、メカアクションも放送される様になった。
1991年10月13日放送の『新スパイ大作戦』を以て、この枠の海外ドラマは終了、この後は水曜未明（火曜深夜）から『ウッチャン・ナンチャン with SHA.LA.LA.』と『ダウンタウンのガキの使いやあらへんで!!（ガキ使）』が移動し、これらを統一したバラエティ番組枠『笑撃的電影箱（電影箱）』が誕生、その後1994年3月に『電影箱』は廃止されたものの、当該枠において終了時点で放送されていたバラエティ2本はほぼ同時間帯で続いた。しかし、2015年春の改編で、22:30の『有吉反省会』が土曜23:30、22:56の『ガキ使』が日曜23:25にそれぞれ移動し、空いた日曜22:30 - 23:25に23年半ぶりのドラマ枠『日曜ドラマ』を設けた。

## 放送リスト

### 第1期
- 明日なき男（1968年7月28日 - 10月27日）

### 第2期
- 事件記者コルチャック（1976年4月4日 - 8月15日）
- 女刑事クリスティー（1976年8月22日 - 1977年1月23日）
- 地上最強の美女バイオニック・ジェミー（第1・2シーズン）（1977年1月30日 - 10月9日）
- 地上最強の美女たち!チャーリーズ・エンジェル（第1シーズン）（1977年10月16日 - 1978年3月19日）
- 地上最強の美女バイオニック・ジェミー（第3シーズン）（1978年3月26日 - 8月27日）
- 地上最強の美女たち!チャーリーズ・エンジェル（第2シーズン）（1978年9月10日 - 1979年2月11日）
- ベガス（第1シーズン）（1979年2月18日 - 7月15日）
- 地上最強の美女たち!チャーリーズ・エンジェル（第3シーズン）（1979年7月22日 - 1980年1月6日）
- トラック野郎!B・J（第1&第2シーズン）（1980年1月13日 - 8月24日）
- 地上最強の美女たち!チャーリーズ・エンジェル（第4シーズン）（1980年8月31日 - 1981年2月8日）
- ベガスII 私立探偵ダン・ダナー（第2シーズン）（1981年2月15日 - 8月9日）
- 白バイ野郎ジョン&パンチ（第4シーズン）（1981年8月16日 - 1982年1月3日）
- 地上最強の美女たち!チャーリーズ・エンジェル（第5シーズン）（1982年1月10日 - 5月9日）
- 爆走する7人の白雪姫!!BJ&トラックギャル（第3シーズン）（1982年5月16日 - 8月22日）
- UFO時代のときめき飛行 アメリカン・ヒーロー（第1シーズン）（1982年8月29日 - 1983年3月27日）

### 第3期
- 白バイ野郎ジョン&パンチ（第5シーズン）（1984年4月1日 - 9月9日）
- 俺たち賞金稼ぎ!!フォール・ガイ（第1シーズン）（1984年9月16日 - 1985年1月27日）
- パトカーアダム30（第1シーズン）（1985年2月3日 - 7月21日）
- 白バイ野郎パンチ&ボビー（第6シーズン）（1985年7月28日 - 12月8日）
- 探偵ハード&マック（第1シーズン）（1985年12月15日 - 1986年5月18日）
- パトカーアダム30（第2シーズン）（1986年5月25日 - 10月12日）
- 超音速攻撃ヘリ エアーウルフ（1986年10月19日 - 1987年4月5日） - 水曜21:00へ移動。
- 探偵レミントン・スティール（第1シーズン）（1987年4月12日 - 9月13日）
- パトカーアダム30（第3シーズン）（1987年9月20日 - 1988年3月13日）

### 第4期
- V・宇宙からの侵略者（1990年4月8日 - 5月20日）
- V2/ビジターの逆襲（1990年5月27日 - 9月23日）
- 探偵レミントン・スティール（第2シーズン）（1990年9月30日 - 1991年2月24日）
- 新スパイ大作戦（1991年3月3日 - 10月13日）

## 系列局でのネット
- よみうりテレビ、札幌テレビ、静岡第一テレビでは、一時期同時ネットしていた（スポンサーはローカル）。
- 海外ドラマ第四期まで、系列局の同時ネットは稀だった。これは、海外ドラマ第四期終了まで本枠がローカルセールス枠で、TBS『ナショナル劇場』の遅れネットに本枠を充てた放送局が多かったため[2]であったが、TBS系列局がある（＝『ナショナル劇場』を同時ネットする放送局があった）地域でも、他系列（テレビ東京・テレビ朝日の番組が多かった）の遅れネットに充てる局や『日曜洋画劇場』の同時ネットに充てる局がほとんどであり、九州など局独自で遅れネットの編成を行うクロスネット局もあったためである。
- 現在の日曜ドラマになってからは、NNS系列のネットワークセールス（但しネットスポンサーが付くのは前半約30分）である。